# Aeroportul Sekake
Aeroportul Sekake (IATA: SKQ, ICAO: FXSK) este un aeroport din Districtul Mohale's Hoek, Lesotho.
Situat la o altitudine de 1.737 m, aeroportul dispune de o singură pistă.